# Adam de Kilconquhar
Adam de Kilconquhar (mort en 1271) est un noble écossais du XIIIe siècle originaire du Fife qui doit sa notoriété à son union avec la Comtesse Margaret de Carrick et pour avoir pris part à une croisade avec Louis IX de France.

## Origine
Adam semble être issu du Clan MacDuff ; il est probablement le fils de Duncan de Kilconquhar, fils d'Adam lui-même fils de  Duncan Ier comte de Fife, il apparait fréquemment comme témoin dans des documents du prieuré de la Cathédrale de St Andrews sous le nom d' Adam frater comitis, c'est-à-dire frère du comte Duncan II. Il est probable que la mère d' Adam appartenait à la famille Comyn : son frère William est d'ailleurs dénommé « Comyn » dans sa lettre pontificale de promotion à l'évêché de Brechin.
La bourgade de Kilconquhar (en) située dans le sud-est du comté de Fife était le centre des possessions familiales. L'organisation féodale en place aux XIIe et XIIIe siècles était complexe, dans ce contexte, Kilconquhar leur était inféodée par l'évêque de Saint Andrews, qui le détenait lui-même du comte.

## Union et croisades
Adam semble avoir bénéficié de la faveur du roi  Alexandre III d'Écosse, et il épouse Margaret de Carrick, fille et héritière du comte  Neil de Carrick. Il peut ainsi porter le titre de « comte » de jure uxoris, mais il ne joue aucun rôle dans le gouvernement de la province comme comte, Neil avait en effet cédé la fonction de « Chef du Clan » (ceann cineil) à son neveu Lachlan. Leur fille Martha, demi-sœur de  Robert Bruce, sera la mère de  Thomas Randolph comte de Moray, l'un des très proches compagnons d'armes de Bruce.
Il meurt à Saint-Jean d'Acre en 1271, pendant la  Neuvième croisade menée par le Prince Édouard. Selon les informations reprises dans la Chronicle de Jean de Fordun, il avait été un participant de Huitième croisade. Il faisait partie du petit contingent écossais qui attaque Tunis en 1270, où meurt son ami écossais et compagnon de combat du clan MacDuff, David I Strathbogie, comte d'Atholl. Adam survit et passe le reste de l'hiver en Sicile. Le printemps suivant, son contingent se joint à l'armée du Prince Édouard et se rend à Acre, où Adam meurt de maladie.
Sa veuve, Margaret de Carrick, se remariera avec un autre compagnon d'armes de son défunt époux, Robert de Bruce 6e Seigneur d'Annandale.

## Sources
- (en) Alan Orr Anderson, Early Sources of Scottish History A.D 500–1286, vol. 1 & 2, Stamford, Paul Watkins, 1990 (ISBN 1-871615-03-8)
- (en) G.W.S. Barrow, Robert Bruce and the Community of the Realm of Scotland, Edinburgh, E.U.P 4e édition, 2005, 531 p. (ISBN 9-780748-620227).
- (en) A. A. M. Duncan, Oxford Dictionary of National Biography, 2004 (lire en ligne), « Randolph, Thomas, first earl of Moray (d. 1332), soldier and guardian of Scotland »
- (en) Alan MacQuarrie, Scotland and the Crusades, 1095–1560, Edinburgh, John Donald Publishers Ltd, 1997 (ISBN 0-85976-445-1)
- (en) D. E. R. Watt, A Biographical Dictionary of Scottish Graduates to A.D. 1410, Oxford, Clarendon Press, 1977 (ISBN 0-19-822447-8, lire en ligne)